# Nachtjagdgeschwader 2
Nachtjagdgeschwader 2 (dobesedno slovensko: Nočni-lovski polk 2; kratica NJG 2) je bil nočno-lovski letalski polk (Geschwader) v sestavi nemške Luftwaffe med drugo svetovno vojno.

## Organizacija
- štab
- I. skupina
- II. skupina
- III. skupina
- IV. skupina

## Vodstvo polka
Poveljniki polka (Geschwaderkommodore)
- Nadporočnik (Oberleutnant) Karl Hülshoff: 1. november 1941
- Major (Major) Heinrich zu Sayn-Wittgenstein: 1. januar 1944
- Polkovnik (Oberst) Günther Radusch: 4. februar 1944
- Major Paul Semrau: 12. november 1944
- Nadporočnik Wolfgang Thimmig: 8. februar 1945